# Glover Teixeira
Glover, Lucas Teixeira (portugisisk udtale: [ˈɡloveʁ tejˈʃejɾɐ]; født 28. oktober 1979 i Sobrália i Minas Gerais i Brasilien) er en brasiliansk MMA-udøver og tidligere medlem af det Brasilianske Nationale Wrestling Team, der i øjeblikket konkurrerer i lightheavyweight-division i Ultimate Fighting Championship (UFC). Han har også deltaget i WEC, Impact FC, PFC og Shooto. Pr.  28. januar 2019 ligger han placeret som #11 på den officielle UFC light heavyweight rangliste.

## MMA-karriere

### Tidlig karriere
Teixeira besejrede den fremtidige UFC og PRIDE veteran Sokoudjou af KO den 12. oktober 2006 på WEC 24.
Teixeira medvirkede i anden sæsons åbningsafsnit af MMA reality-tv- serien TapouT.
Teixeira tjente sin 5th Degree Hawaiin Kempo Black Belt under John Hackleman Ejer af The Pit Martial Arts og hans brasilianske Jiu-Jitsu sorte bælte under Luigi Mondelli, hovedtrænder hos American Top Team Connecticut.
I 2014 åbnede Teixeira sit eget fitnesscenter Teixeira MMA & Fitness, hvor han stadig træner.

### Ultimate Fighting Championship
Den 21. februar 2012 blev det meddelt, at Teixeira havde underskrevet en aftale med UFC og ville få sin debut i begyndelsen af sommeren 2012. 
Teixeira debuterede på UFC mod Kyle Kingsbury den 26. maj 2012 på UFC 146. Efter en hurtig udveksling slog Teixeira Kingsbury ned med en højre uppercut, fik full mount og subittede ham i en låst arm-triangle choke efter 1:53 i første omgang. 
Zuffa annoncerede at Teixeira ville møde Jon Jones den 1. februar 2014 på UFC 169.  Men den 7. oktober sagde Dana White, at meddelelsen om denne kamp på kortet var for tidlig, og at Jones og Teixeira ville møde hinanden på et andet kort.  Kampen mod Jones forventedes at finde sted den 22. februar 2014 på UFC 170.  Jones og Teixeira fandt til sidst sted den 26. april 2014 på UFC 172.  Teixeira tabte kampen via enstemmig afgørelse. 
Teixeira mødte Phil Davis den 25. oktober 2014 på UFC 179.  Teixeira tabte kampen via enstemmig afgørelse. 
Teixeira skulle have mødt Alexander Gustafsson den 20. juni 2015 på UFC Fight Night 69.  Det blev dog meddelt den 1. maj, at Gustafsson var blevet fjernet fra kortet på grund af en skade. 
Teixeira mødte Ovince Saint Preux den 8. august 2015 i hovedbegivenheden på UFC Fight Night 73.  Teixeira vandt via submission i 3. omgang.  Han blev også tildelt sin første Fight of the Night- bonus. 
Teixeira mødte Patrick Cummins den 7. november 2015 på UFC Fight Night 77.  Han vandt kampen via TKO i anden runde. 
Teixeira mødte Rashad Evans den 16. april 2016 på UFC på Fox 19.  Han vandt kampen via knockout i første runde  og blev tildelt en Performance of the Night bonus. 
Teixeira skulle have mødt Anthony Johnson den 23. juli 2016 ved UFC på Fox 20. Johnson trak sig dog ud af kampen på grund af personlige problemer.  Kampen blev omlagt og fandt til sidst sted på UFC 202.  Johnson besejrede Teixeira via knockout i kampens åbningssekunder. 
Teixeira mødte Jared Cannonier den 11. februar 2017 på UFC 208.  Han vandt kampen via enstemmig afgørelse. 
En omlagt kamp med Alexander Gustafsson fandt til sidst sted den 28. maj 2017 i hovedbegivenheden på UFC Fight Night 109.  Teixeira tabte kampen via knockout i 5. omgang.  På trods af nederlaget fik Teixeira sin anden Fight of the Night bonus. 
Teixeira skulle have mødt Ilir Latifi den 22. juli 2018 på UFC Fight Night 134.  Men den 5. juli 2018 blev det meddelt, at Latifi havde trukket sig fra begivenheden på grund af en skade.  Latifi blev erstattet af Corey Anderson.  Han tabte kampen via enstemmig afgørelse. 
Teixeira skulle have mødt Jimi Manuwa den 22. september 2018 på UFC Fight Night 137.  Imidlertid fik Teixeira en skade i august og blev fjernet fra kampen. 
Teixeira var planlagt til at møde Ion Cuţelaba den 19. januar 2019 på UFC på ESPN + 1.  Men den 10. januar 2019 blev Cutelaba trukket ud af kampen på grund af en skade. Efter at have søgt en udskiftning til Cuţelaba , meddelte UFC, at Karl Roberson stillede op mod Teixeira.  Teixeira besejrede Roberson via submission via arm triangle choke i første runde. 
Teixeira mødte Ion Cuţelaba på UFC Fight Night: Jacaré vs. Hermansson den 27. april 2019.  Han vandt kampen via submission via en rear-naked-choke i 2. omgang. Sejren tildelte ligeledes Teixeira sin anden Performance of the Night bonuspris. 

## Mesterskaber og præstationer
- Ultimate Fighting Championship
  - Performance of the Night (2 gange) vs. Rashad Evans og Ion Cuţelaba [21] [41]
  - Knockout of the Night (1 gang) vs. Ryan Bader
  - Submission of the Night (1 gang) vs. James Te-Huna
  - Fight of the Night (2 gange) vs. Ovince Saint Preux og Alexander Gustafsson [16] [29]

- Shooto
  - Sydamerika 220-pund mesterskab (1 gang)

- Sherdog
  - 2012 Beatdown of the Year vs. Fábio Maldonado
  - 2012 All-Violence Second Team
  - 2013 All-Violence Third Team